# 11e division d'infanterie (Empire allemand)
Pour les articles homonymes, voir 11e division d'infanterie.
La 11e division d'infanterie est une unité de l'armée allemande qui participe à la guerre austro-prussienne et à la guerre franco-allemande de 1870. Elle prend part également à la Première Guerre mondiale. Rattachée au début du conflit à la 5e armée, la division participe à la bataille de Rossignol, puis à la poursuite des armées françaises le long de la Meuse puis à travers l'Argonne. Elle combat lors de la bataille de la Marne (bataille de Revigny). Au cours de l'année 1915, la division est séparée en deux brigades combattant pour l'une en Champagne et pour l'autre sur le front de l'Argonne ; au cours de printemps la division est reformée et participe aux combats en Artois au mois de juin et de septembre. En 1916, la division est engagée face aux troupes françaises dans la bataille de la Somme. En 1917, elle est en première ligne au cours de l'offensive britannique sur Arras, elle combat ensuite lors des batailles de Messines et de Passchendaele. La 11e division est reconstituée, puis est engagée au cours du printemps 1918 dans la tentative allemande de prise de Compiègne. À compter de cette attaque, la 11e division est contrainte de défendre les lignes allemandes devant les poussées successives alliées. Après l'armistice, la division est rapatriée en Allemagne et dissoute au cours de l'année 1919.

## Guerre austro-prussienne de 1866 et Guerre franco-allemande de 1870

### Composition en 1866
- 21e brigade d'infanterie : Generalmajor Louis von Hanenfeldt (de)

10e régiment de grenadiers, Oberst baron Louis von Falkenstein (de)
50e régiment d'infanterie, Oberst Ferdinand von Natzmer
- 22e brigade d'infanterie : Generalmajor Otto von Hoffmann

51e régiment d'infanterie, Oberst Friedrich August Paris (de)
38e régiment de fusiliers, Oberst Max von Witzleben (de)
8e régiment de dragons, Oberstleutnant Hermann von Wichmann
6e régiment d'artillerie à pied, Major Brocker
Bataillon des pionniers silésien, Oberstleutnant Dieterich

### Composition en 1870
- 21e brigade d'infanterie

10e régiment de grenadiers
18e régiment d'infanterie
- 22e brigade d'infanterie

38e régiment de fusiliers
51e régiment de fusiliers
- 9e bataillon de chasseurs à pied (de)
- 8e régiment de dragons

### Historique
La 11e division d'infanterie participe à la guerre franco-allemande de 1870, au cours du conflit elle est engagée dans les sièges de Toul puis de Paris.

## Première Guerre mondiale

### Composition
Le recrutement de la 11e division d'infanterie s'effectue dans les régions de Breslau, de Glatz et de Schweidnitz parmi la population allemande, les hommes d'origines polonaises représentent une minorité des soldats dans cette division.

#### Temps de paix, début 1914
- 21e brigade d'infanterie (Schweidnitz)

10e régiment de grenadiers (Schweidnitz)
38e régiment de fusiliers (Glatz)
- 22e brigade d'infanterie (Posen)

11e régiment de grenadiers (Breslau)
51e régiment d'infanterie (Breslau)
- 11e brigade de cavalerie (Posen)

1er régiment de cuirassiers du Corps (Breslau)
8e régiment de dragons (Kluczbork), (Bernstadt an der Weide), (Namslau)
- 11e brigade d'artillerie de campagne (Posen)

6e régiment d'artillerie de campagne (Breslau)
42e régiment d'artillerie de campagne (Schweidnitz)

#### Composition à la mobilisation
- 21e brigade d'infanterie

10e régiment de grenadiers
38e régiment de fusiliers
- 22e brigade d'infanterie

11e régiment de grenadiers
51e régiment d'infanterie
- 11e brigade d'artillerie de campagne

6e régiment d'artillerie « von Peucker » (1er régiment d'artillerie de campagne de Silésie)
42e régiment d'artillerie (2e régiment d'artillerie de campagne de Silésie)
- 6e bataillon de chasseurs à pied (de)
- 11e régiment de chasseurs à cheval (de)
- 1re compagnie du 6e bataillon de pionniers (bataillon de pionniers de Silésie)

#### 1917
- 21e brigade d'infanterie

10e régiment de grenadiers
38e régiment de fusiliers
51e régiment d'infanterie
- 11e commandement d'artillerie divisionnaire

42e régiment d'artillerie (2e régiment d'artillerie de campagne de Silésie)
- 2 escadrons du 2e régiment d'uhlans
- 1re et 5e compagnies du 122e bataillon de pionniers

#### 1918
- 21e brigade d'infanterie

10e régiment de grenadiers
38e régiment de fusiliers
51e régiment d'infanterie
- 11e commandement d'artillerie divisionnaire

42e régiment d'artillerie (2e régiment d'artillerie de campagne de Silésie)
131e bataillon d'artillerie à pied (état-major, 1re, 2e et 3e batteries)
- 2 escadrons du 2e régiment d'uhlans
- 1re et 5e compagnies du 122e bataillon de pionniers

### Historique
La 11e division d'infanterie forme avec la 12e division d'infanterie le 6e corps d'armée intégré au début de la guerre à la Ve armée allemande.

#### 1914
- 10 - 11 août : concentration de la 11e division dans la région de Merzig.
- 12 - 23 août : à partir du 17 août, la division est au Luxembourg puis en Belgique le 18 août. Engagée le 22 août dans la bataille de Rossignol.
- 24 - 29 août : engagée dans la bataille de la Meuse. Du 24 au 26 août combat pour le franchissement de la Chiers. La Meuse est franchie le 29 août vers Stenay.
- 30 août - 5 septembre : poursuite des troupes françaises le long de la Meuse puis à travers le massif de l'Argonne en passant par Varennes-en-Argonne et par Sainte-Menehould.
- 6 - 16 septembre : engagée dans la bataille de la Marne (bataille de Revigny). À partir du 10 septembre, repli de la division vers le nord en passant par Sainte-Menehould et Binarville, la division est localisée à l'ouest du massif de l'Argonne.
- 17 septembre 1914 - 26 janvier 1915 : occupation d'un secteur du front sur la partie ouest du massif de l'Argonne, vers Binarville.

4 octobre : attaque sur Binarville.
À partir du 22 octobre, la division a ses brigades séparées. La 22e brigade est transférée dans la région de Reims vers Beine, la 21e brigade est maintenue dans le secteur de l'Argonne.

#### 1915
- 26 janvier - mi février : les deux brigades sont réunies dans la région de Reims. Au cours du mois de février, la 22e brigade est engagée dans le secteur de Perthes-les-Hurlus et la Main de Massiges puis est rattachée temporairement au VIIIe corps de réserve. La 21e brigade est transférée en Argonne.
- mi-février - 18 juin : la 22e brigade est engagée dans la bataille de Champagne, la 21e brigade participe aux combats dans la région de Vauquois.
- 18 - 21 juin : les deux brigades sont réunies, la division est transférée en Artois en renfort de la VIe armée allemande au cours de l'offensive française en Artois[3].
- 22 juin - 30 septembre : engagée dans la Bataille de l'Artois dans les secteurs de Souchez et de Neuville-Saint-Vaast, de nombreuses attaques allemandes sont effectuées sur Souchez et le Château de Carleul sans succès et avec de fortes pertes au cours du mois de juillet.

25 - 26 septembre : engagée dans la Bataille de l'Artois, pertes importantes dans le bois de la Folie.
- 30 septembre - 5 octobre : retrait du front ; repos dans la région de Cambrai.
- 6 octobre 1915 - 25 mai 1916 : mouvement vers Péronne, occupation d'un secteur au nord de Péronne, le long de la Somme.

30 janvier 1916 : engagée dans la bataille de Frise, prise du village mais la division dénombre de fortes pertes.

#### 1916
- 25 mai - 24 juin : mouvement de rocade, après quelques jours de repos, la division occupe un secteur au sud de la route reliant Saint-Quentin à Amiens, à l'ouest de Péronne.
- 24 juin - 30 juillet : engagée dans la bataille de la Somme face aux troupes françaises à partir du 1er juillet. La division perd de nombreux hommes faits prisonniers.
- 30 juillet - 7 août : retrait du front ; réorganisation vers Saint-Quentin, mise en réserve de la IIe armée allemande.
- 7 août - 1er septembre : la division occupe un secteur du front dans la région d'Andechy et de Beuvraignes.
- 1er septembre - 10 octobre : engagée à nouveau dans la bataille de la Somme, combats particulièrement violents à partir du 4 septembre dans le secteur de Deniécourt et de Vermandovillers, plus de 83 % de pertes à la 11e division.
- 10 octobre - 12 décembre : relevé du front ; à partir du 24 octobre, elle occupe un secteur dans la région de Prunay en Champagne. Au cours du mois d'octobre, le 11e régiment de grenadiers est transféré à la 101e division d'infanterie[2].
- 13 décembre 1916 - 4 janvier 1917 : retrait du front, repos dans la région de Saint-Quentin.

#### 1917
- 4 janvier - 15 mars : en ligne dans le secteur de Lassigny, puis à partir du 10 février en ligne dans le secteur d'Ablaincourt.
- 15 mars - 29 mars : impliquée dans le retrait stratégique des forces allemandes vers la ligne Hindenburg.
- 30 mars - 11 avril : engagée à partir du 9 avril dans la bataille d'Arras et supporte le premier choc de l'attaque britannique, la division déplore plus de 2 200 prisonniers[n 2].
- 11 avril - 1er juin : retrait du front, la division est déplacée dans la région de Bruges ; réorganisation et instruction au camp de Neuhammer.
- 1er - 26 juin : déplacée dans la région de Messines et de Wytschaete et placée en réserve. Engagée à partir du 8 juin dans la bataille de Messines et subit de lourdes pertes, occupe ensuite un secteur du front dans la région de Messines.
- 27 juin - 30 juillet : retrait du front, mouvement par V.F. dans la région de Metz ; repos.
- 31 juillet - 26 septembre : occupation d'un secteur du front dans la région de Flirey.
- 27 septembre - 31 octobre : retrait du front, mouvement vers la Champagne et occupation d'un secteur du front dans la région.
- 1er - 11 novembre : retrait du front, mouvement vers les Flandres ; engagée dans la bataille de Passchendaele.
- 13 novembre - 7 décembre : retrait du front, repos dans la région de Maubeuge, en réserve de l'OHL.
- 7 décembre 1917 - 1er mars : mouvement vers Charleville puis Laon ; repos et instruction.

#### 1918
- 1er mars - 15 avril : en ligne en Champagne, relève de la 51e division de réserve[4] dans le secteur de la Butte du Mesnil. Peu d'activité, quelques raids sont effectués de part et d'autre. Relevée par la 88e division d'infanterie le 15 avril.
- 20 avril - 22 mai : la division relève d'éléments des 34e et 37e divisions d'infanterie au sud de Dives[4].
- 22 mai - 2 juin : relevée par la 202e division d'infanterie ; repos dans la région de Guiscard[4].
- 2 - 16 juin : engagée à partir du 9 juin dans la bataille de Montdidier-Noyon, au sud de Thiescourt. L'attaque du 9 juin a pour objectif Compiègne, mais la division ne peut atteindre que Machemont et déplore des pertes importantes.
- 16 juin - 19 juillet : retrait du front ; reconstitution et repos dans la région de Guiscard, elle reçoit plus de 1 300 hommes en renfort.
- 20 juillet - 12 août : relève de la 222e division d'infanterie dans le secteur de Rubescourt au sud de Montdidier. Au cours des combats du mois d'août, la division subit de fortes pertes[4].
- 12 - 28 août : retrait du front, la division est à nouveau en ligne à partir du 22 août dans le secteur de Varesnes.
- 28 août - 8 septembre : retrait du front ; repos.
- 8 - 20 septembre : occupation d'un secteur du front dans la région de Jussy, au sud-ouest de Saint-Quentin.
- 20 septembre - 2 octobre : retrait du front et occupation d'un nouveau secteur vers Gricourt.
- 2 - 12 octobre : retrait du front et repos.
- 12 octobre - 11 novembre : en ligne dans la région de Barisis-aux-Bois, participe aux combats défensifs et au repli progressif des troupes allemandes vers Remies, Mesbrecourt, La Ferté-Chevresis, Monceau-le-Neuf-et-Faucouzy, Le Hérie-la-Viéville[4]. Après la signature de l'armistice, la division est de retour en Allemagne où elle est dissoute au cours de l'année 1919.

## Chefs de corps
| Grade                        | Nom                                     | Date                                 |
| ---------------------------- | --------------------------------------- | ------------------------------------ |
| Generalleutnant              | Friedrich Erhard von Röder              | 5 novembre 1816 - 2 avril 1820       |
| Generalmajor/Generalleutnant | Oldwig von Natzmer                      | 3 avril 1820 - 11 février 1827       |
| Generalmajor/Generalleutnant | August Hiller von Gaertringen           | 12 février 1827 - 22 juin 1830       |
| Generalmajor/Generalleutnant | Karl Heinrich Stephan von Block (de)    | 8 décembre 1830 - 29 mars 1838       |
| Generalleutnant              | Frédéric Guillaume comte de Brandebourg | 30 mars 1838 - 28 novembre 1839      |
| Generalmajor/Generalleutnant | Ferdinand von Rohr                      | 29 novembre 1839 - 6 mars 1848       |
| Generalmajor/Generalleutnant | Karl Friedrich David von Lindheim       | 7 mars 1848 - 3 novembre 1851        |
| Generalmajor/Generalleutnant | Wilhelm von Thümen                      | 4 novembre 1851 - 9 février 1852     |
| Generalmajor/Generalleutnant | August von Koch (de)                    | 19 février 1852 - 22 juillet 1857    |
| Generalmajor/Generalleutnant | Eduard von Schlichting                  | 23 juillet 1857 - 30 juin 1860       |
| Generalmajor/Generalleutnant | Eduard von Oriola                       | 1er juillet 1860 - 20 octobre 1862   |
| Generalleutnant              | Louis von Mutius                        | 23 octobre 1862 - 28 janvier 1863    |
| Generalleutnant              | Adolf von Zastrow                       | 29 janvier 1863 - 29 octobre 1866    |
| Generalleutnant              | Helmuth von Gordon                      | 30 octobre 1866 - 10 octobre 1871    |
| Generalmajor/Generalleutnant | Frédéric de Brandebourg                 | 11 octobre 1871 - 12 janvier 1880    |
| Generalmajor/Generalleutnant | Rudolf von Wechmar (de)                 | 13 janvier 1880 - 9 septembre 1881   |
| Generalmajor/Generalleutnant | Ernst von der Burg                      | 20 septembre 1881 - 8 septembre 1884 |
| Generalmajor/Generalleutnant | Karl von Schaumann (de)                 | 2 août 1888 - 8 juin 1891            |
| Generalmajor/Generalleutnant | Viktor von Lignitz (de)                 | 9 juin 1891 - 5 février 1896         |
| Generalleutnant              | Emil von Meerscheidt-Hüllessem          | 6 février 1896 - 21 mai 1899         |
| Generalmajor/Generalleutnant | Louis von Stephani                      | 22 mai 1899 - 5 mars 1902            |
| Generalleutnant              | Reimer von Ende                         | 22 mars 1902 - 18 mai 1903           |
| Generalleutnant              | Konrad Ernst von Goßler                 | 19 mai 1903 - 15 avril 1908          |
| Generalleutnant              | Eugen von Falkenhayn (de)               | 15 avril 1908 - 2 mai 1910           |
| Generalleutnant              | Gustav von Oertzen                      | 3 mai 1910 - 12 juin 1911            |
| Generalleutnant              | Eberhard von Claer                      | 13 juin 1911 - 4 janvier 1913        |
| Generalleutnant              | Richard von Webern                      | 3 mai 1914 - 23 septembre 1916       |
| Generalleutnant              | Arthur von Eisenhart-Rothe              | 24 septembre - 17 décembre 1916      |
| Generalleutnant              | Roderich von Schoeler                   | 18 décembre 1916 - 10 mai 1917       |
| Generalmajor/Generalleutnant | Günther von Etzel                       | 11 mai 1917 - 22 juin 1918           |
| Generalleutnant              | Walter Schmidt von Schmidtseck          | 22 juin - novembre 1918              |